# Cerkiew Świętych Konstantyna i Heleny w Berlinie
Cerkiew Świętych Konstantyna i Heleny – cerkiew prawosławna w Berlinie, w obrębie cmentarza prawosławnego, w okręgu Reinickendorf.
Cerkiew powstała w 1893 z przeznaczeniem na świątynię cmentarną na nowo powstałym cmentarzu prawosławnym według projektu Alberta Bohma. W czasie II wojny światowej została poważnie uszkodzona, została wyremontowana dopiero w latach 80. i 90. XX wieku, gdy groziła już zawaleniem, przy pomocy finansowej miasta Berlina.
Od lat 80. XX wieku jest cerkwią parafialną. Do parafii pod tym samym wezwaniem, co cerkiew, należy ok. 200 wiernych różnych narodowości.
Cerkiew zbudowana została w stylu bizantyjsko-moskiewskim, z pięcioma cebulastymi kopułami malowanymi na błękitno. Wejście do budynku prowadzi przez schody i portal z dwiema kolumnami. Obiekt jest bogato zdobiony z zewnątrz: podstawę głównej kopuły dekoruje kilka rzędów oślich grzbietów, poniżej usytuowanych w narożnikach mniejszych kopuł wyrzeźbione zostały równoramienne krzyże. Okna w cerkwi są półkoliste, z witrażami i ozdobnymi obramowaniami. Całość została wybudowana na planie kwadratu.